# دیوگو رودریگز
دُن دیوگو رودریگز (Dom Diogo Rodrigues) یا دُن دیوگو رویز (Dom Diogo Roiz) (زادهٔ حدود ۱۴۹۰ تا ۱۴۹۶ میلادی در لاگوس، پرتغال- درگذشتهٔ ۲۱ آوریل ۱۵۷۷ در کولوا، گوا)، کاوشگر اهل پرتغال در اقیانوس هند بود که به عنوان سکاندار عادی تحت فرماندهی دُن پدرو ماسکارینهاس به اکتشاف آب‌های اطراف گوا پرداخت. آنها از دماغه امید نیک وارد دریا شده و از طریق مسیر تازه کشف شده که به گوا منتهی می‌شد، به آب‌های سفر کردند که اطلاعاتی اندکی در مورد آنها در دسترس بود. جزیره رودریگز در میان ۴ و ۹ فوریه ۱۵۲۸ میلادی به افتخار وی نام‌گذاری شد، چون او این جزیره را در تنها سفرش از گوا به لیسبون از مسیر کوچی (این منطقه را در ۱۵ ژانویه ۱۵۲۸ ترک کرد) کشف نموده بود و پس از رسیدن به لیسبون شاه ژوآئو سوم پرتغال او را به درجه نظامی شوالیه (cavaleiro) ترفیع داد. او دوباره به گوا برگشت و در میانه قرن شانزدهم میلادی، نقطه عطفی در تاریخ امپراتوری پرتغال در شبه‌قاره هند از خود برجای گذاشت.

## اکتشافات و دیوگو رودریگز
در اوایل قرن شانزدهم میلادی، دُن دیوگو فرناندیس پریرا به عنوان ناخدای یک کشتی در ستوبال گماشته شد که عازم گوا بود. گفته می‌شود که او در شرق ماداگاسکار با یک کمان جزیره‌ای عریض برخورد نموده و بدون اینکه بداند به سوی جزیره رئونیون رفت، جزیره‌ای که او بلافاصله آنرا الها دی سانتا اپولونیا (به افتخار سنت اپولونیا، چون در روز ۹ام فوریه ۱۵۰۷ به آنجا رسیده بود) نام نهاد. سپس او به سمت شرق حرکت نموده و جزیره موریس را کشف کرد و (به افتخار کشتی‌اش) آنرا الها دو سیرنی نام گذاشت. از آنجا، او بیشتر به‌سوی شرق پیشروی نموده و جزیره‌ای را اکتشاف نمود که نام آنرا الها دی دیوگو فرناندیس، دومیگو فریز یا دومینگو فریاس گذاشت (دو نام اخیر احتمالاً نام‌های نقشه‌ای یا اختصار «دیوگو فرناندیس» هستند). گفته می‌شود قبل از بازگشت به موزامبیک، او در جزایر اولی و سومی برای به‌دست آوردن آب، توقف نموده بود. جزیره دیوگو فرناندیس (دومیگو فریز) توسط دُن دیوگو لوپیس دی سیکویرا نیز در ۱۵۰۹ میلادی بازدید شد و نام «دُن گالپویس» (یکی دیگر از اختصارات نوشته شده) برخی اوقات در بعضی نقشه‌ها دیده می‌شود. پس از اینکه یک کاوشگر دیگر پرتغالی در ۱۵۲۸ میلادی از سفرش در اقیانوس هند از گوا بازمی‌گشت و از جزایر رئونیون، ماریشوس و رودریگز عبور نمود، تمامی این دریای پر جزیره را به افتخار فرمانده و هموطن‌اش پدرو ماسکارنهاس که در حدود پیش از ۱۵۱۲ می‌زیست، جزیره ماسکارینس، ماسکارین یا ماسکارینهاس گذاشت، اما در نهایت پس از چند سال این جزیره به نام دایمی‌اش جزیره رودریگز تغییر نام داده شد. در حقیقت در حوالی فوریه ۱۵۲۸ بود که خود دیوگو رودریگز از این جزیره که با طول زیاد در میان جزایر ماسکاران واقع شده بود و بعداً نام خانوادگی وی رودریگز به آن داده شد، دیدار نمود.

## زندگی و میراث در گوا و سلسیت

### فرماندار سلسیت و مالک کلوا
دیوگو رودریگز پایگاه خود را در گوا تأسیس کرد، زبان محلی را یادگرفت، مسئول ساخت و ساز قلعه گوا و فرماندار جزیره سلسیت بود (بعدها بخشی از بمبئی، حالا ممبی، شد) (در آن زمان الها دی سالسیت دو نورتی نامیده می‌شد)، چون پس از انعقاد پیمان باسین میان نایب‌السلطنه پرتغال دُن نندو دا کونها و بهادر شاه از سلطنت گجرات، این جزیره از ۱۵۳۴ میلادی به بعد به مالکیت پرتغال درآمد و از ۲۵ اکتبر ۱۵۳۵ تا ۱۵۴۸ میلادی به رودریگز به اجاره داده شد. وی همچنین به‌خاطر کارهای هنری که برای زیباسازی سلسیت انجام داد، به ماستر دیوگو معروف شد. او همچنین تحت فرماندهی نظامی دُن جوآو دی کاسترو در ۱۵۳۵ میلادی در ساخت قلعه دیو دخیل بود و از نظر دفاعی آنرا طوری طراحی کرد که این قلعه تسخیر ناپذیر پنداشته می‌شد و توانست برای بیش از ۴ قرن در مقابل چندین حمله تهاجمی مقاومت نماید. دیگو همچنین مالک تمام ساحلی به‌نام «پرایا دا کلوا» (ساحل کلوا) در گوا بود که به عنوان یک ملک خانوادگی به بازماندگان وی به میراث گذاشته شد و این همان دهکده بود که او در ۱۵۵۱ میلادی عمارت بزرگی در آن ساخت.

### کاپیتان دژ راکول
رودریگز سردسته قلعه راکول در سلسیت بود، شهری که در جریان نخستین تصرف پرتغال به عنوان شهر مرکزی پنداشته می‌شود. در آن زمان، این شهر یک قلعه بود و کلیسا نخستین نشان شوکت در سلسیت بود (سلسیت در آن زمان به‌نام ilha de Salcete do Sul یاد می‌شد)؛ این کلیسا که با استفاده از گل و با بام گالی‌پوش در مکان یک معبد هندو ساخته شد، نخستین کلیسا در راکول و در سلسیت بود و کار آن در ۱۵۶۵ میلادی به اتمام رسید. از اینرو این کلیسا را می‌توان کلیسای مادر (ماتریز) کل جنوب گوا خواند و نام آن Igreja da Nossa Senhora de Neves گذاشته شد. این کلیسا نخستین کلیسای بزرگ گوا بود و دُن گاسپر جرج دی لیآو پریرا شخصاً از مارگائو و مناطق اطراف آن دیدار نموده و موقعیت آنرا انتخاب کرد. پس از بازدید از چندین مکان، او تیری را در یک زمین در راکول گذاشت و دستور داد تا کلیسا در آنجا ساخته شود؛ رودریگز که سردسته قلعه راکول بود، موظف گردید تا کارهای لازم را انجام دهد.
خوسی نیکولاو دا فونسیکا نوشته‌است که دیوگو رودریگز در کلوا، گوا درگذشت و در همین مادر کلیسا (مارتیز) در سلسیت به خاک سپرده شد، جاییکه او در این زمان سردسته قلعه‌ای به‌نام Igreja da Nossa Senhora de Neves در راکول بود و در قبر وی متن ذیل حک شده‌است: Aqui jaz Diogo Rodrigues o do Forte, Capitão desta Fortaleza, O qual derrubou os pagodes destas terras. Falleceu a 21 de Abril de 1577 annos. ترجمه آن به فارسی چنین می‌شود: «دیوگو رودریگز (معروف به) او دو فورتی/ سرور این قلعه که پاگوداهای این سرزمین را تخریب کرد، در اینجا آرمیده‌است. او در ۲۱ آوریل سال ۱۵۷۷ درگذشت». سنگ نوشته قبر و جسد او از ۱۵۷۷ میلادی تاکنون در درون این کلیسا در نزدیکی آلتار Igreja da Nossa Senhora de Neves حفظ شده‌است.
معابد سلسیت هندو در گوا توسط دیوگو تخریب شد و خود وی از تخریب آنها در ۱۵۶۷ میلادی نظارت می‌کرد. این کار باعث خروج گروهی هندوها از مناطق تحت تسلط پرتغال شده و هندوها با تندیس‌های ایزهای‌شان به آنسوی رود زواری به مناطق شاهان هندو پناه بردند. معبدهای شری رامناتی، شری شانتادورگا و شری مانگیشی از جمله معابدی بودند که ویران شدند. ۹ پاگودا در دهکده مارگوآ (ماتاگراما) نیز شامل معابد ویران شده توسط دیوگو بود و در مقابل این کار درآمد تمامی زمین‌های که در این منطقه بود به وی اعطاء گردید. تخریب از آنجا آغاز شد که یک یسوعی توسط مردمان محلی دهکده لوتولیم مورد حمله قرار گرفت و زمانی دیوگو رودریگوز که در آن زمان سردسته قلعه راکول بود، تمامی ساکنین منطقه لوتولیم را برای جلسه‌ای فراخواند، مردمان از امر او اطاعت نکرده و در جلسه حاضر نشدند. برای اینکه به آنها جزا داده باشد، او معبد رامنات را سوزاند. ساکنین دهکده از وی به Capitão às Justiças de sua Magestad در گوا شکایت کردند. مجری قانون به سردسته رودریگو دستور داد تا معبد را دوباره بسازد.